# Willem Deckers

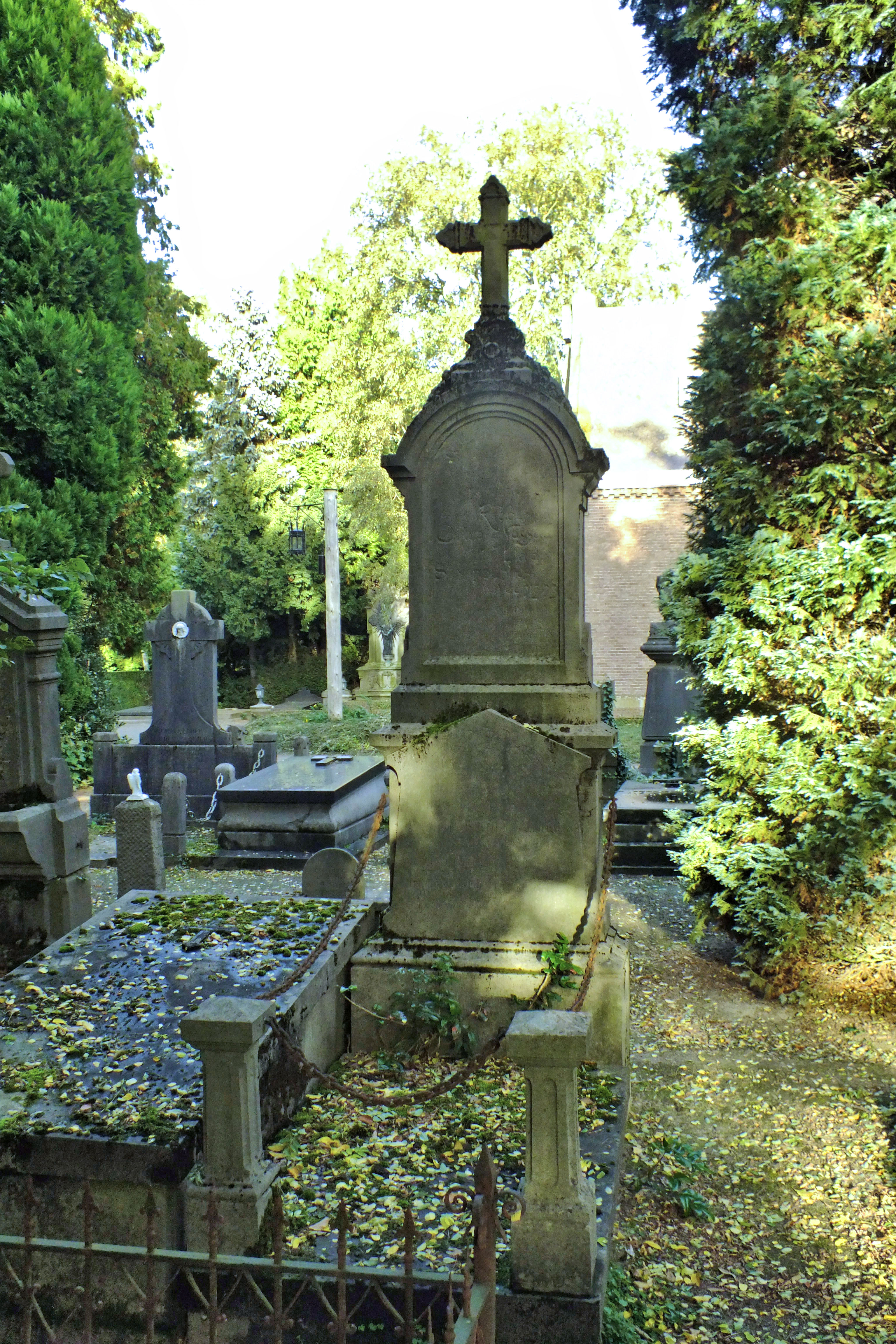
Grafmonument van Willem Deckers

Wilhelmus Christianus (Willem) Deckers ('s-Hertogenbosch, 24 december 1826 – aldaar, 21 januari 1899) was een Nederlands zanger. Zijn stembereik was bariton/bas.

## Achtergrond
Hij werd geboren binnen het gezin van bakker Johannes Wilhelmus/Jan Willem Deckers en Agnes de Leeuw. Hijzelf huwde Louise Marie Aline Françoise Chevalier, dochter van een logementhouder. Koningin-regentes Emma der Nederlanden benoemde hem in 1894 tot Ridder in de Orde van Oranje-Nassau. In het najaar van 1898 werd hij ernstig ziek. Hij overleed enkele maanden later op 72-jarige leeftijd. Hij werd begraven op Begraafplaats Orthen. Het monument op zijn graf — gemaakt door de steenhouwerij Hugo Cornelis Dobbe en Van Pelt — werd in 2002 ingeschreven als rijksmonument. Het bevat de tekst: "Hier rust en zwijgt in 't stille graf die zong in blijde en droeve dagen, bij feestgedruisch, bij 't rouwe dragen en die aan God steeds eere gaf. Al boeit de dood zijn macht'ge stem, ten jongsten dag zal hij verrijzen en God in eeuwige liedren prijzen in 't hemelsche Jerusalem".

## Muziek
Hij zou in eerste instantie zich verder ontwikkelen in het bakkersvak. Hij kreeg zijn muziekopleiding van A. Christiaans, waarbij zijn heldere stem opviel. Hij trad op jonge leeftijd toe tot het koor van de Kruiskerk en later Oefening en uitspanning, maar trad daar ook al als solist op. Deckers stond bekend als eigenzinnig en wilde daarom geen gestructureerde opleiding. Hij specialiseerde zich in het zingen van oratoriummuziek. Hij trad op in binnen- en buitenland, waarbij af en toe ook leden van het koninklijk huis (koning Willem III der Nederlanden), aanwezig waren. Hij kreeg van Frederik van Oranje-Nassau in 1864 een ring met briljanten versierd als dank voor zijn medewerking aan de feestcantate op 17 november 1863 ter gelegenheid van het leggen van de eerste steen voor het monument "November 1813". Ter gelegenheid van zijn optreden tijdens een concert in november 1869 kreeg hij eveneens van prins Frederik een gouden doekspeld toegezonden. In 1871 trad hij op in het Amsterdamse Paleis voor Volksvlijt (Piusconcerten) ter gelegenheid van het 25-jarig pontificaat van Paus Pius IX. In 1888 ging hij mee op bedevaart naar Rome en zong voor Paus Leo XIII Tu es Petrus in het Vaticaan.
- Biografisch Portaal: 67995686
- Digitale Bibliotheek voor de Nederlandse Letteren: deck017
- International Standard Name Identifier: 0000 0003 9587 1054
- Nederlandse Thesaurus van Auteursnamen: 070002932
- Virtual International Authority File: 290626900
- WorldCat: E39PBJvt7Hht88tTWvPKDCvbVC